# Pogórze (Gdynia)
Pogórze (kaszb. Pògòrzé) – dzielnica Gdyni powstała przez przyłączenie części wsi Pogórze. Dzieli się na Pogórze Górne oraz Pogórze Dolne. Położona jest na południowym skraju wysoczyzny moreny płaskiej zwanej Kępą Oksywską, otoczonej pradolinami rzeki Redy i Chylonki w mezoregionie Pobrzeże Kaszubskie. Tereny te są atrakcyjne turystycznie z racji wspaniałych krajobrazów, unikatowych form ukształtowania terenu i bogactwa świata przyrody.
Przez Pogórze przebiegają główne drogi wiodące z terenów zurbanizowanych do atrakcyjnych turystycznie, położonych w gminie Kosakowo rezerwatów i plaż nadmorskich. Przebiegająca tędy droga z Gdyni Chyloni do Rewy stanowi sama w sobie atrakcję turystyczną, gdyż wije się na długim odcinku zboczem wysoczyzny, niczym droga górska (tzw. serpentyna). Dostarcza przy tym za dnia i nocą niepowtarzalnych widoków na dolinę, w której usytuowano Gdynię.

## Historia
Pierwsza wzmianka o wsi Pogórze pochodzi z około 1245 roku, kiedy to za sprawą namiestnika gdańskopomorskiego Mściwoja I i jego żony Zwinisławy, powstającemu klasztorowi norbertanek w Żukowie nadano Kępę Oksywską. Z 1253 roku pochodzi interesujący dokument biskupa włocławskiego Wolimira, określający, iż w skład parafii oksywskiej wchodzi osiemnaście wsi, w tym Pogórze. Parafię w Oksywiu, obok Rumi, Pucka, Strzelna i Żarnowca, uznaje się za najstarszą w tej części Pomorza Gdańskiego. W latach dziewięćdziesiątych XIII wieku doczekała się odnotowania droga łącząca Pogórze z Rumią, będąca częścią ważnego szlaku handlowego Gdańsk – Puck.
Podczas okupacji cała dzielnica była częścią wsi o tej samej nazwie, graniczącej z Gdynią do dziś. Niemcy zmienili jej nazwę na Gotenberg, czyli Góra Gotów.